# Клепиков, Александр Фёдорович
Александр Фёдорович Клепиков — советский хозяйственный, государственный и партийный деятель.

## Биография
Родился в 1937 году в Воронежской области. Член КПСС.
С 1961 года — на хозяйственной, общественной и политической работе. В 1961—2008 гг. — механик совхоза, инженер птицекомбината, главный инженер, директор мясоптицекомбината, директор мясоконсервного комбината, второй секретарь Борисоглебского ГК КПСС, председатель горисполкома, заведующий отделом Воронежского обкома КПСС, 1-й заместитель председателя Ташкентского облисполкома, второй секретарь Сырдарьинского обкома КПУ, первый секретарь Сырдарьинского обкома КПУ, заведующий сектором Отдела Аграрной политики ЦК КПСС,первый заместитель заведующего Отделом Аграрной политики ЦК КП РСФСР, независимый политолог, публицист, прозаик, музыкант.
Избирался депутатом Верховного Совета Узбекской ССР 11-го созыва, народным депутатом СССР.
Делегат XXVII съезда КПСС.
Жил в Москве. Скончался 25 ноября 2008 года.